# Uzi Landau
Uzi Landau (Hebreeuws: עוזי לנדאו) (Haifa, 2 augustus 1943) is een Israëlische systeemanalist en politicus van Yisrael Beiteinu.
Landau maakte tijdens zijn militaire diensttijd deel uit van de paratroepers en bracht het tot majoor. Hij behaalde een bachelor en master in de wiskunde aan het Technion in Haifa en promoveerde in de techniek aan het Massachusetts Institute of Technology.
Voor zijn politieke carrière was hij directeur-generaal van het ministerie van Vervoer, docent aan het Technion en bestuurslid van allerlei organisaties, zoals luchtvaartmaatschappij El Al, de haven- en luchthavenautoriteit, een natuurbeschermingsorganisatie en een debatingclub.
Van 1984 tot 2015 was hij (behalve van 2006 tot 2009 vanwege een zeer tegenvallende verkiezingsuitslag voor de Likoed) afgevaardigde in de Knesset. Oorspronkelijk (tot 2006) voor deze partij maar later (vanaf 2009) voor Jisrael Beeténoe. Landau heeft in diverse parlementaire commissies zitting gehad, onder meer was hij voorzitter van de buitenland- en defensiecommissie, van de ondercommissie voor het jodendom in de Sovjet-Unie alsook van de Knessetdelegatie naar het Europees Parlement. Bovendien was hij lid van de Israëlische delegatie op de Vredesconferentie van Madrid in 1991.
Hij heeft ook tal van ministersposten bekleed:
- Minister van Openbare Veiligheid: 2001-2003 (kabinet-Sharon I)
- Minister verbonden aan het departement van de premier: 2003-2004 (kabinet-Sharon II)
- Minister van Nationale Infrastructuur (in 2012 werd de naam gewijzigd in Energie en Waterbronnen): 2009-2013 (kabinet-Netanyahu II)
- Minister van Toerisme: 2013-2015 (kabinet-Netanyahu III)

Landau gaf in 2003 aan de Routekaart naar Vrede erger te vinden dan de Oslo-akkoorden. Het stoorde hem dat de Palestijnen reeds een eigen staat zouden mogen oprichten voordat allerlei problemen (zoals Jeruzalem en de Israëlische nederzettingen) uit de weg zouden zijn geruimd en vooral dat de Routekaart naar Vrede een beloning zou zijn voor de aanslagen en geschonden afspraken waaraan de Palestijnen zich sinds de Oslo-akkoorden schuldig hebben gemaakt.

Hij voerde het verzet in de Knesset aan tegen het plan van toenmalig premier en Likoed-leider Ariel Sharon om de Gazastrook en meer delen van de Westelijke Jordaanoever aan de Palestijnen over te laten (op 2 mei 2004 stemde de Likoed tegen het plan). In oktober 2004 werd hij samen met staatssecretaris Michael Ratzon door Sharon uit de regering gezet nadat zij tegen diens ontruimingsplan hadden gestemd (Israël trok zich in 2005 uit de Gazastrook terug).
Uzi Landau is getrouwd en heeft drie kinderen.